# Alana de la Garza
Alana de la Garza (Columbus, 18 giugno 1976) è un'attrice statunitense.

## Biografia
Nata a Columbus in Ohio da genitori statunitensi di origine messicana (padre) e irlandese (madre), cresce a El Paso in Texas dove si fa notare con alcuni premi in concorsi di bellezza locali (Miss Texas Teen USA). Dopo alcune esperienze di studio e lavoro fuori dal mondo del cinema, si trasferisce a New York.
Il primo ruolo di rilievo è nella soap opera La valle dei pini, dove de la Garza interpreta Rosa Santos: ha anche piccoli ruoli non continuativi nei primi anni duemila, in serie televisive quali JAG - Avvocati in divisa, Las Vegas, Due uomini e mezzo, Streghe.
Attiva in prevalenza sul piccolo schermo, ottiene un primo ruolo principale (dopo quello di Rosa Santos) in The Mountain (2005) che dura solo una stagione.
Entra nel folto cast di Law & Order, dove tra il 2006 e il 2010 ricopre il ruolo dell'assistente al procuratore distrettuale Connie Rubirosa per 85 episodi e nello spin off Law & Order: LA per altri 8 episodi.
Nel 2013 è coprotagonista della sfortunata serie Do No Harm, sospesa dopo soli due episodi; nel 2014 è il detective Jo Martinez in Forever, dov'è coprotagonista al fianco di Ioan Gruffudd.
Nella serie televisiva CSI: Miami interpreta Marisol Delko, moglie del detective Horatio Caine.
Nel 2019 interpreta Isobelle Castillo nelle serie TV FBI e FBI: Most Wanted.

## Vita privata
Sposata dal 2008 con lo scrittore Michael Roberts, dopo un lungo fidanzamento, Alana de la Garza ha un figlio, Kieran Thomas, e una figlia, Liv Elena.

## Filmografia

### Cinema
- Una ragazza per due (Bending All the Rules), regia di Morgan Klein e Peter Knight (2002)
- El segundo, regia di Hank Jacobs (2004)
- Mr. Dramatic, regia di John Stalberg - cortometraggio (2005)
- Mr. Fix It, regia di Darin Ferriola (2006)
- Are You There, regia di Matthew Weiner (2013)
- Speranza Mortale, regia di Nicolas Monette (2013)

### Televisione
- Mortal Kombat: Conquest - serie TV, episodio 1x13 (1999)
- La valle dei pini (All My Children) - serie TV, 15 episodi (2001)
- JAG - Avvocati in divisa (JAG) - serie TV, episodio 9x01 (2003)
- Las Vegas - serie TV, episodio 1x07 (2003)
- Due uomini e mezzo (Two and a Half Men) - serie TV, episodio 1x21 (2004)
- The Mountain - serie TV, 13 episodi (2004-2005)
- Smallville - serie TV, episodio 5x01 (2005)
- Streghe (Charmed) - serie TV, episodio 8x04 (2005)
- The Book of Daniel - serie TV, 3 episodi (2006)
- Law & Order - I due volti della giustizia (Law & Order) - serie TV, 85 episodi (2006-2010)
- Law & Order: LA - serie TV, 8 episodi (2011)
- CSI: Miami - serie TV, 12 episodi (2005-2011)
- NCIS: Los Angeles - serie TV, episodio 3x14 (2012)
- Deadly Hope - Speranza mortale (Deadly Hope) - film TV, regia di Nicolas Monette (2012)
- Single Ladies - serie TV, episodio 2x09 (2012)
- Do No Harm - serie TV, 13 episodi (2013)
- Law & Order - Unità vittime speciali (Law & Order: Special Victims Unit) - serie TV, episodio 15x12 (2014)
- Forever - serie TV, 22 episodi (2014-2015)
- Scorpion - serie TV, 3 episodi (2015)
- Criminal Minds - serie TV, episodio 12x13 (2017)
- Criminal Minds: Beyond Borders - serie TV, 26 episodi (2016-2017)
- Chiefs - film TV, regia di Zetna Fuentes (2018)
- FBI - serie TV (2019-in corso)
- FBI: Most Wanted - serie TV (2020-in corso)
- FBI: International - serie TV, episodi 1x01-1x03-2x16 (2021-2023)

## Doppiatrici italiane
Nelle versioni in italiano dei suoi lavori, Alana de la Garza è stata doppiata da:
- Claudia Catani in Law & Order: LA, Scorpion, Criminal Minds, Criminal Minds: Beyond Borders, FBI, FBI: Most Wanted, FBI: International
- Alessandra Cassioli in Law & Order - I due volti della giustizia, NCIS: Los Angeles
- Barbara De Bortoli in Law & Order - Unità vittime speciali
- Roberta Pellini in Do No Harm
- Cristiana Rossi in Deadly Hope - Speranza mortale
- Perla Liberatori in CSI: Miami
- Laura Lenghi in Forever
- Francesca Fiorentini in The Mountain